# Famille de Foresta
La famille de Foresta en France est représentée par 2 branches, toutes deux originaire d'Italie: une branche provençale (famille subsistante de la noblesse française) et une branche de Villefranche-sur-Mer et Nice . Des auteurs la rattachent à une famille Foresta qui faisait partie des anciennes famille patriciennes de Gênes, toutefois sa filiation connue  remonte à une branche Foresta, habitante au XVe siècle à Diano_Castello sur la rivière de Gênes. Dont Antoine Foresta, qui eu pour fils Christophe Foresta, établit au début du XVIe siècle à Marseille et devint médecin des rois de France. Nommé maître d'hôtel ordinaire du roi et gentilhomme du Dauphin, il acheta en 1519 la baronnie de Trets et eut deux fils auteurs de deux branches principales. Elle a donné de nombreux conseillers et présidents au parlement et à la chambre des comptes de Provence.
La branche aînée, titrée marquis de la Roquette en 1651, s'éteignit en 1819 ; la branche cadette confirmée marquis en 1821 par succession au titre de la branche aînée est subsistante de nos jours.
Une famille de Foresta établie dans le comté de Nice en est vraisemblablement une branche détachée à une époque inconnue.

## Histoire
La Chesnaye-Desbois donne en 1773 une généalogie de cette famille avec pour premier auteur « Antoine Foresta, du lieu de Dian [Diano] sur la côte de Gênes où plusieurs auteurs disent que ses ancêtres étaient comptés parmi les nobles » qui eut de sa femme, dont on ignore le nom, Christophe Foresta qui se retira en Provence au commencement du règne de François Ier.
P. Louis Laîné dans Archives généalogiques et historiques de la noblesse de France (1828) écrit que tous les auteurs qui ont parlé des ancêtres de la famille de Foresta établie en Provence, disent que ses ancêtres « ont joué un rôle considérable soit dans l'histoire de la haute Lombardie, soit dans l'histoire des républiques de Venise et de Gênes ». Cet auteur fait remonter son origine à Bergame avec Odasius de Foresta, qualifié chevalier en 1290. Il ajoute que Christophe de Foresta-Doria qui vint s'établir en Provence vers 1516, portait le surnom de Doria par agrégation à cette maison en 1528 et que les fils de Christophe et leurs descendants ont cessé d'ajouter le surnom de Doria au leur, mais qu'ils ont continué de jouir du titre de nobles génois qu'ils ont fait vérifier et reconnaître plusieurs fois dans la suite.
Parmi ces auteurs, César de Nostredame écrivait en 1614 dans L'histoire et chronique de Provence « Or que Christophe [de Foresta] fut issu de cette famille [les Foresta de Gênes] je n'en amènerai aucune autre preuve plus authentique que l'attestation faite de fraîche mémoire par le duc et les seigneurs de Gênes, qui ne voudraient à mon avis contaminer leur réputation...».
Henri Gourdon de Genouillac dans Nobiliaire du Département des Bouches-du-Rhône (1863) indique que Christophe de Foresta est le premier de ce nom connu en France et qu'il était un savant médecin qui fut appelé à Paris pour guérir François, dauphin de France, duc de Bretagne, en 1536.
Selon Albert Révérend Titres, anoblissements et pairies de la restauration (1903) « Cette famille paraît très vraisemblablement être un rameau de l'antique maison italienne de ce nom, dont les branches se sont répandues à Venise, à Bergame, à Gênes et à Nice, et dont l'une a reçu le titre de comte, par décret du 23 novembre 1862, en la personne de Jean de Foresta, ministre de la justice et sénateur du royaume de Sardaigne ».
Sur l'origine de la famille de Foresta en Provence, Gustave Chaix d'Est-Ange écrit en 1922 : « Les généalogistes ont cherché à attribuer à la famille de Foresta une origine très reculée. Dans la réalité cette famille descend d'un Antoine Foresta qui habitait à la fin du XVe siècle la petite ville de Diano, sur la rivière de Gênes, et sur lequel on ne sait à peu près rien. Christophe Foresta, fils du précédent, vint s'établir en France, comme il a été dit plus haut, dans les premières années du XVIe siècle et acquit comme médecin une grande réputation à la Cour des rois Louis XII et François Ier. Il fut nommé maître d'hôtel ordinaire du roi et gentilhomme du dauphin, acheta en 1519 la baronnie de Trets, puis les seigneuries de Lançon et de Mimet et fit son testament le 14 mai 1552. ».
Henri Jougla de Morenas dans le Grand Armorial de France (1939) retient la filiation à partir d'Antoine Foresta, originaire de la ville de Diano, père de Christophe Foresta, médecin de Louis XII. Il n'indique pas de lien avec la famille la famille de Foresta du Comté de Nice.
Pour Frédéric d'Agay La Provence au service du roi, 1637-1831 (2011) « Les Foresta sont issus de Christophe Foresta, originaire de Gênes, médecin du roi François Ier qui obtint des lettres de naturalisation en 1513 ».
Christophe Foresta eut  deux fils de son mariage avec Pélègre de Gandulfis : François-Christophe et Jean-Augustin, qui furent les auteurs de deux grandes branches,.
François-Christophe de Foresta, auteur de la branche aînée subsistante, baron de Trets en partie, exerça d'abord la médecine à Paris puis revint en Provence. Il épousa en 1550 Catherine de Cabanes, héritière d'une partie de la seigneurie de Collongue. Son fils, Antoine de Foresta, seigneur en partie de Collongue, vendit en 1597 sa part de la baronnie de Trets.
La famille de Foresta a donné de nombreux conseillers et présidents au parlement et à la chambre des comptes de Provence.
Jean-Augustin de Foresta, auteur de la branche cadette, fut conseiller puis président et enfin premier président au parlement de Provence en 1558,,. Il épousa en 1553 Anne d'Albertas de Villecroze. Sa descendance forma plusieurs branches qui furent seigneurs de Collongue, de Châteauneuf, du Castelar et de la Roquette. Jean-Augustin de Foresta, président au parlement d’Aix en 1632, obtint, par lettres patentes de décembre 1651, l'érection en marquisat de la seigneurie de la Roquette. Cette branche s'éteignit en 1819 avec Bruno de Foresta, qui  adopta, le chef du rameau subsistant de la branche aînée Marie-Joseph de Foresta. La vie et la conduite du Bailli-Grand Croix Bruno-Marie de Foresta pendant la révolution sont résumés dans les notes et journaux intimes du fond Foresta, ainsi que dans sa correspondance - largement étudiée dans un ouvrage consacré à l'ordre de Malte. La branche aînée failli disparaître plutôt pendant la révolution dans la personne de Bruno Marie de Foresta lorsque, en mission pour protéger les intérêts de l'ordre de Malte - alors chargé de tempérer les ardeurs de la Terreur par des propositions commerciales, il fut arrêté par un espion Français à Gênes et considéré comme un Emigré de l'armée des Prince. Il fut sauvé par son parent lointain le doge Doria de Gênes qui le mis sous sa protection par l'entremice du grand-maître de l'Ordre Emmanuel de Rohan-Polduc, face aux instabilités de son temps Bruno de Foresta dû abandoner sa double mission d'ambassadeur de la Religion et de négociant pour la nouvelle République française,.  

## Rattachement vraisemblable aux Foresta de Nice
Gustave Chaix d'Est-Ange indiquait qu'« II existe dans le comté de Nice une famille de Foresta qui porte exactement les mêmes armoiries que celle dont il vient d'être parlé et qui en est vraisemblablement une branche détachée à une époque inconnue. » Cette dernière famille qui croit être la même que celle d'un Christophe Foresta inscrit en 1530 sur le Livre d'or de la noblesse génoise, résidait au XVIIIe siècle à Villefranche-sur-Mer donna Giovanni de Foresta (1799-1872) député de Nice au parlement du royaume de Sardaigne, ministre de la Justice puis sénateur, titré comte  en 1862 par décret du roi Victor-Emmanuel II, dont le fils Adolfo de Foresta (1825-1886) fut avocat général à la Cour suprême, député régional et sénateur du royaume d'Italie.

## Seigneuries
La famille de Foresta posséda, entre autres, la baronnie de Trets, les seigneuries de Lançon, Mimet, Collongue, Moissac, Venel, Rougiers, Castelar, La Roquette,.

## Noblesse
La famille de Foresta est maintenue noble en 1668.
Régis Valette indique la famille de Foresta de noblesse d'extraction avec la date de 1519.
Selon François-Paul Blanc, le principe de noblesse de la famille de Foresta est une agrégation à la noblesse par inféodation.

## Titres
La famille de Foresta acquit en 1519 la Seigneurie de Lançon et acheta en 1533 la moitié de la baronnie de Trets ainsi que la seigneurie de Mimet, porta le titre de baron de Trets. En 1542 François 1er donna la Seigneurie de Rougiers à François de Foresta-Doria.
Branche cadette (éteinte en 1819) :
- Baron de La Roquette (fief à Montmeyan), par lettres patente de septembre 1647[15].
- Marquis de La Roquette par lettres patentes de décembre 1651[9].

Branche aînée  (subsistante) :
- Confirmation du titre de marquis de La Roquette par lettres patentes du 28 mai 1821 par succession du titre de marquis de la Roquette éteint dans la branche cadette[9],[11] (porté sous le titre de marquis de Foresta).

## Armes
de gueules palé de six pièces d'or à la bande de gueules brochant sur le tout.

Devise : A nido devota tonanti.

## Propriétés
- Hôtel de Foresta-Collongue, 17 rue Grignan à Marseille. Il deviendra l’hôtel d’Orient où séjourneront Alphonse de Lamartine en août 1844, Honoré de Balzac en octobre 1845 et François-René de Chateaubriand en juin 1845. À la place a été construit le Temple de l’Église protestante unie de Grignan.
- Hôtel de Foresta  11 rue Mignet à Aix-en-Provence. Construit en 1586 pour Jean-Augustin de Foresta, baron de Trets, premier président au Parlement.
- Hôtel de Foresta (dit aussi Hôtel de Gastaud ou hôtel de Montéty), 37 rue Cardinale à Aix-en-Provence. Classé monument historique en 1990 pour les parties sur la rue et sur la place, inscrit pour le reste avec son jardin et la fontaine[16].
- Hôtel de Foresta, ou Maison des Templiers, rue Pavé-d'Amour, Lançon-Provence. Classé monument historique.

## Personnalités

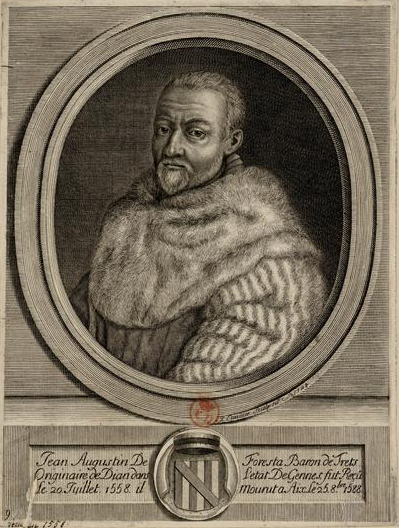
Jean-Augustin de Foresta

- Christophe de Foresta-Doria (qui teste en 1532), médecin des rois Louis XII et François Ier, nommé maître d'hôtel ordinaire du roi et gentilhomme du Dauphin.
- Jean-Augustin de Foresta (v.1520-1588), baron de Trets, magistrat, président à mortier en 1554, puis reçu en 1557 premier président au parlement de Provence.
- Joseph-Ignace de Foresta (1654-1736), prélat français, évêque et prince d'Apt de 1696 à 1723, puis évêque émérite.
- Marie-Joseph de Foresta (1783-1858), préfet français.
- Alix de Foresta (née en 1926), épouse du prince Louis Napoléon (1914-1997), prétendant bonapartiste au trône de France, et mère du prince Charles Bonaparte (né en 1950), homme politique français.

## Alliances
Bonaparte (1949), de La Forest Divonne (2024).

## Hommages
Noms de lieux portant le nom Foresta, en lien avec la famille Foresta :
- Piazza de Foresta, Diano Castello (Italie)
- Rue de Foresta à Nice
- Rond-Point de Foresta dans le 15e arrondissement de Marseille.
- Parc Foresta à Marseille.
- Place Sybille de Foresta à Aiguines.

### Fonds d'archives
- Olivier Gorse, Le traitement du fonds Foresta aux Archives départementales des Bouches-du-Rhône, Provence historique, Fascicule 230, 2007
- https://www.ccomptes.fr/fr/biographies/foresta-marie-joseph-marquis-de